# Salvia africana-caerulea
Salvia africana-caerulea es una planta herbácea perteneciente a la familia de las lamiáceas. Es originaria de Sudáfrica.

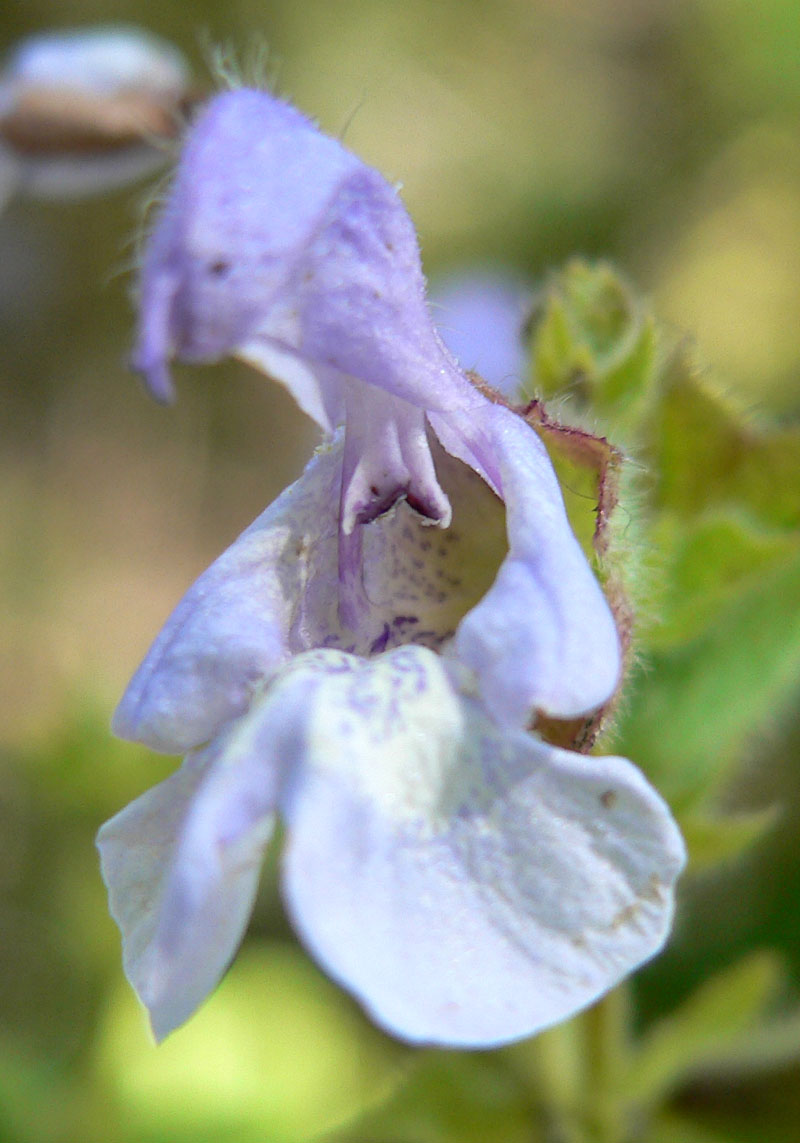
Detalle de la flor

## Descripción
Es un arbusto ramificado y aromático, perennifolio nativo de la costa de Sudáfrica, donde se encuentra en las dunas costeras y en las cercanas colinas rocosas de hasta 600 m de altura. Crece hasta alcanzar un tamaño de 60-90 cm de altura, con tallos redondos grises cubiertos de pelos que liberan un fuerte olor cuando se rozan. Las hojas son de un suave color gris-verde, en forma más clara en la parte inferior, y elípticas. Las inflorescencias alcanzan los 30 cm de largo, con 2-6 flores en cada verticilo, que van desde el azul pálido a violeta pálido o rosa.

## Taxonomía
Salvia africana-caerulea fue descrita por Carlos Linneo y publicado en Species Plantarum 1: 26. 1753.
Etimología
Ver: Salvia
africana-caerulea: epíteto geográfico latino que significa "africana de color verde azulado".
Sinonimia
- Arischrada molucellae (Benth.) Pobed.
- Crolocos colorata (Vahl) Raf.
- Megyathus acetabulosum (L.) Raf.
- Salvia acetabulosa L.
- Salvia africana L.
- Salvia barbata Lam.
- Salvia colorata Vahl
- Salvia integerrima Mill.
- Salvia lanuginosa Burm.f.
- Salvia molucellae Benth.
- Salvia rotundifolia Salisb.
- Salvia subspathulata Lehm.
- Salvia tauricola Schott & Kotschy ex Boiss.
- Salvia undulata Benth.
- Stiefia molucellae (Benth.) Soják[4][5]